# Lescherolles
Lescherolles és un municipi francès, situat al departament de Sena i Marne i a la regió de Illa de França. L'any 2007 tenia 469 habitants.
Forma part del cantó de Coulommiers, del districte de Provins i de la Comunitat de comunes dels Deux Morin.

## Demografia

### Població
El 2007 la població de fet de Lescherolles era de 469 persones. Hi havia 166 famílies, de les quals 40 eren unipersonals (16 homes vivint sols i 24 dones vivint soles), 43 parelles sense fills, 75 parelles amb fills i 8 famílies monoparentals amb fills.
La població ha evolucionat segons el següent gràfic:
Habitants censats

### Habitatges
El 2007 hi havia 213 habitatges, 171 eren l'habitatge principal de la família, 20 eren segones residències i 23 estaven desocupats. 211 eren cases i 1 era un apartament. Dels 171 habitatges principals, 158 estaven ocupats pels seus propietaris, 7 estaven llogats i ocupats pels llogaters i 6 estaven cedits a títol gratuït; 1 tenia una cambra, 2 en tenien dues, 12 en tenien tres, 44 en tenien quatre i 111 en tenien cinc o més. 158 habitatges disposaven pel capbaix d'una plaça de pàrquing. A 62 habitatges hi havia un automòbil i a 96 n'hi havia dos o més.

### Piràmide de població
La piràmide de població per edats i sexe el 2009 era:
| Homes | Edats   | Dones |
| ----- | ------- | ----- |
| 0     | 95 o +  | 0     |
| 0     | 90 a 94 | 0     |
| 0     | 85 a 89 | 0     |
| 0     | 80 a 84 | 0     |
| 0     | 75 a 79 | 4     |
| 4     | 70 a 74 | 0     |
| 16    | 65 a 69 | 20    |
| 20    | 60 a 64 | 0     |
| 12    | 55 a 59 | 28    |
| 4     | 50 a 54 | 12    |
| 20    | 45 a 49 | 28    |
| 12    | 40 a 44 | 0     |
| 16    | 35 a 39 | 20    |
| 24    | 30 a 34 | 16    |
| 8     | 25 a 29 | 8     |
| 8     | 20 a 24 | 12    |
| 8     | 15 a 19 | 12    |
| 12    | 10 a 14 | 20    |
| 12    | 5 a 9   | 20    |
| 8     | 0 a 4   | 8     |

## Economia
El 2007 la població en edat de treballar era de 298 persones, 212 eren actives i 86 eren inactives. De les 212 persones actives 192 estaven ocupades (106 homes i 86 dones) i 21 estaven aturades (8 homes i 13 dones). De les 86 persones inactives 33 estaven jubilades, 36 estaven estudiant i 17 estaven classificades com a «altres inactius».

### Ingressos
El 2009 a Lescherolles hi havia 174 unitats fiscals que integraven 499 persones, la mediana anual d'ingressos fiscals per persona era de 18.129 €.

### Activitats econòmiques
Dels 7 establiments que hi havia el 2007, 4 eren d'empreses de construcció, 1 d'una empresa d'hostatgeria i restauració i 2 d'empreses classificades com a «altres activitats de serveis».
Dels 4 establiments de servei als particulars que hi havia el 2009, 2 eren guixaires pintors, 1 fusteria i 1 lampisteria.
L'any 2000 a Lescherolles hi havia 4 explotacions agrícoles que ocupaven un total de 584 hectàrees.

## Equipaments sanitaris i escolars
El 2009 hi havia una escola elemental.

## Poblacions més properes
El següent diagrama mostra les poblacions més properes.